# La Cueta
La Cueta es una localidad española en el municipio leonés de Cabrillanes en la comarca de Babia. Se trata del pueblo más alto del parque natural de Babia y Luna así como de la provincia de León que tiene el nacimiento del río Sil en sus alrededores. Situado cerca del parque natural de Somiedo, por lo que cuenta con varias rutas de senderismo y de montaña. La mayoría de las viviendas han sido construidas con piedras y cuentan con tejados de pizarra. Su estructura de divide en una planta baja destinada para el ganado y el primer piso que es utilizada como vivienda.

## Pesca de trucha

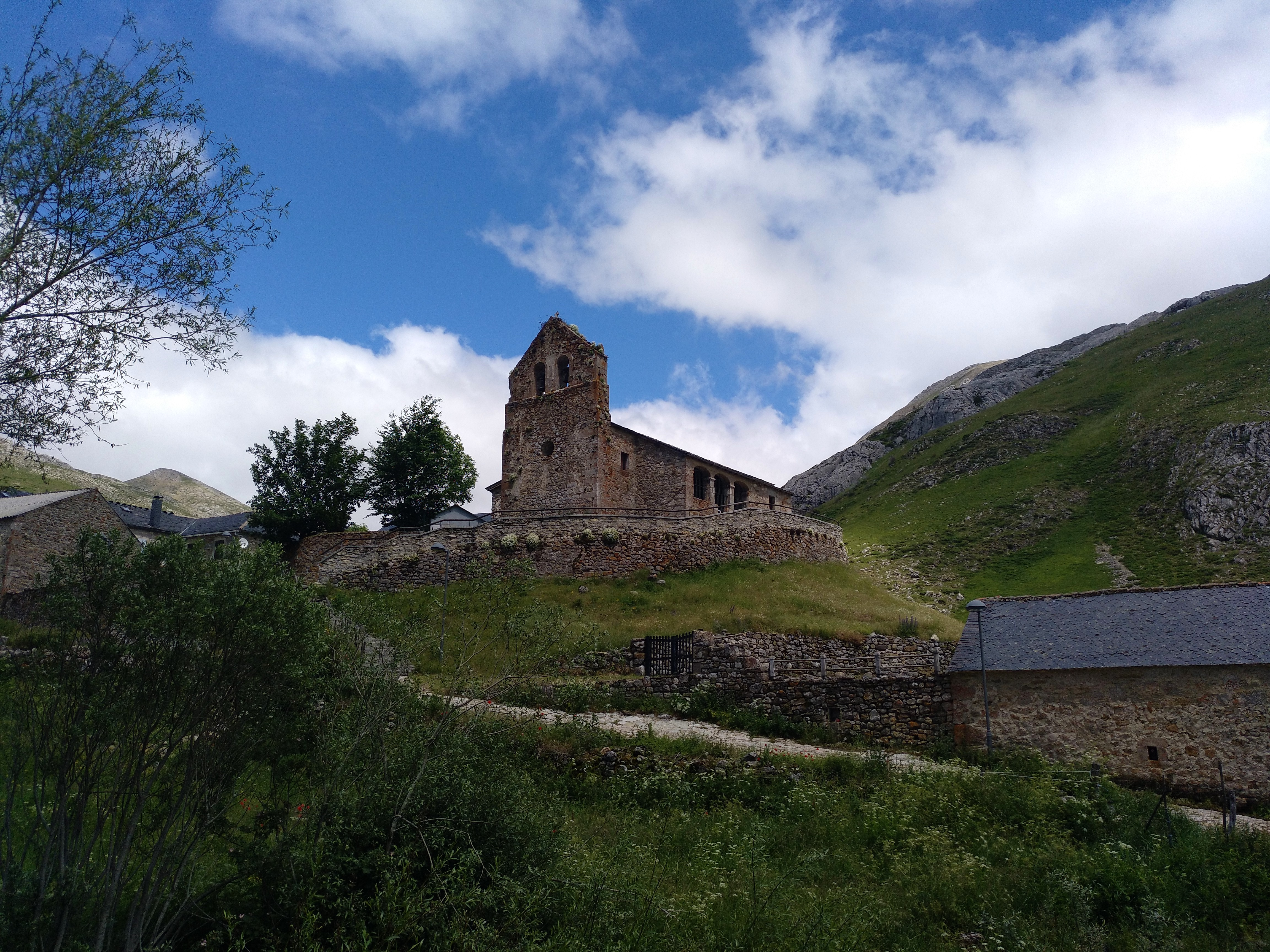
Iglesia de San Mateo en La Cueta

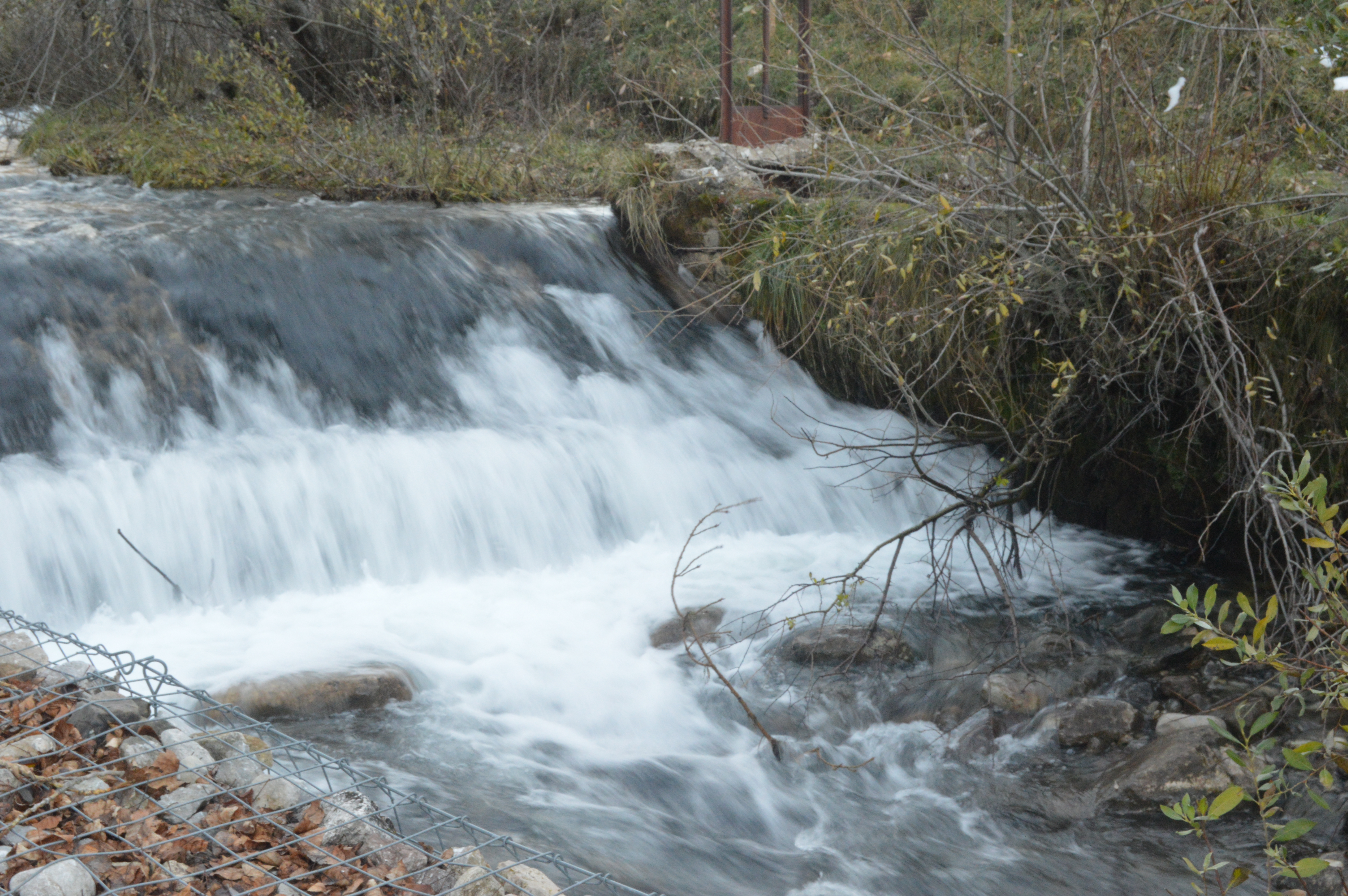
Cascada en La Cueta

Hasta hace unos años, la pesca de la trucha era abundante en toda la zona, pero actualmente el río Sil se encuentra vedado. El río Sil tiene poca trucha y pequeña, es difícil pescar trucha por encima de la medida mínima reglamentaria.